# Litwini na Białorusi
Litwini na Białorusi (biał. літоўцы ў Беларусі; летувісы ў Беларусі) – litewska mniejszość narodowa zamieszkała teren Republiki Białorusi. Tworzą dziewiątą według wielkości grupę narodowościową na Białorusi – według wyników spisu powszechnego z 2009 roku do narodowości litewskiej przyznawało się 5087 osób, czyli 0,0535% ludności państwa. Zgodnie z wynikami tego spisu, jedynie 1597 (31,4%) białoruskich Litwinów za swój język ojczysty uważa język litewski. 1999 (39,3%) w tym charakterze wymieniła język rosyjski, a 1311 (25,8%) – język białoruski; pozostali wymieniali języki inne, kilka języków jednocześnie, lub nie podali informacji.
Największe skupiska Litwinów występują w rejonie ostrowieckim obwodu grodzieńskiego.

## Historia
Osadnictwo litewskie na terenie współczesnej Białorusi w związku z jej przynależnością do Wielkiego Księstwa Litewskiego datuje się od stuleci. Według carskiego spisu z 1897 roku największą liczbę Litwinów zanotowano w zachodnich powiatach Ziem Zabranych: lidzkim – 17,2 tys. osób, oszmiańskim – 8,7 tys. i grodzieńskim – 2,8 tys. W związku z litewską kolonizacją wschodniej Białorusi, która przypadła na czwartą ćwierć XIX wieku, Litwini występowali również w powiatach: orszańskim – 1,4 tys., sienneńskim – 0,8 tys., czauskim – 0,5 tys. i borysowskim – 0,4 tys. W przeważającej części byli wiernymi kościoła rzymskokatolickiego. Zajmowali się rolnictwem i tkactwem. Po podziale ziem białoruskich między Polskę a radziecką Białoruś w 1921 roku większość białoruskich Litwinów znalazła się w granicach Polski, zamieszkując zwarcie lub wyspowo tereny województw wileńskiego, nowogródzkiego i białostockiego. Litwini mieszkali w następujących gminach RP należących obecnie do Białorusi: Lida, Raduń, Zabłoć, Żyrmuny, Woronowo – województwo nowogródzkie, Berszty i Porzecze – województwo białostockie, Chocieńczyce, Prozorki, Hruzdowo, Hołubicze, Mikołajów, Opsa, Bohiń, Miory, Przebrodzie, Łyntupy, Komaje, Widze, Twerecz, Żukojnie, Worniany, Gierwiaty – województwo wileńskie. Zachowała się również tzw. wyspa litewska w okolicach Zdzięcioła, którą badał językoznawca Jan Rozwadowski. Na terenach zamieszkałych przez Litwinów działało aktywnie Litewskie Towarzystwo Kulturalno-Oświatowe „Rytas”, a także sekcja litewska Komunistycznej Partii Zachodniej Białorusi. Litwini mieszkali również w Białoruskiej SRR, gdzie zanotowano ich w 1926 roku 6,5 tys. W okręgu mścisławskim istniała w latach 1930–1939 malkowska rada narodowości, funkcjonowało również szkolnictwo litewskie i prasa, a także fakultet litewski w Instytucie Kultury Białoruskiej w Mińsku. Represjom poddano jednak Kościół katolicki. Mimo aneksji ziem wschodnich II RP w latach 1939/1944 liczba Litwinów na Białorusi spadła: w 1970 roku zanotowano ich 8 tys., w 1979 roku – 7,0 tys., w 1989 roku – 7,6 tys. Z Litwinów białoruskich wywodził się premier Litewskiej SRR Juozas Maniušis (1967–1981).

## Współczesność

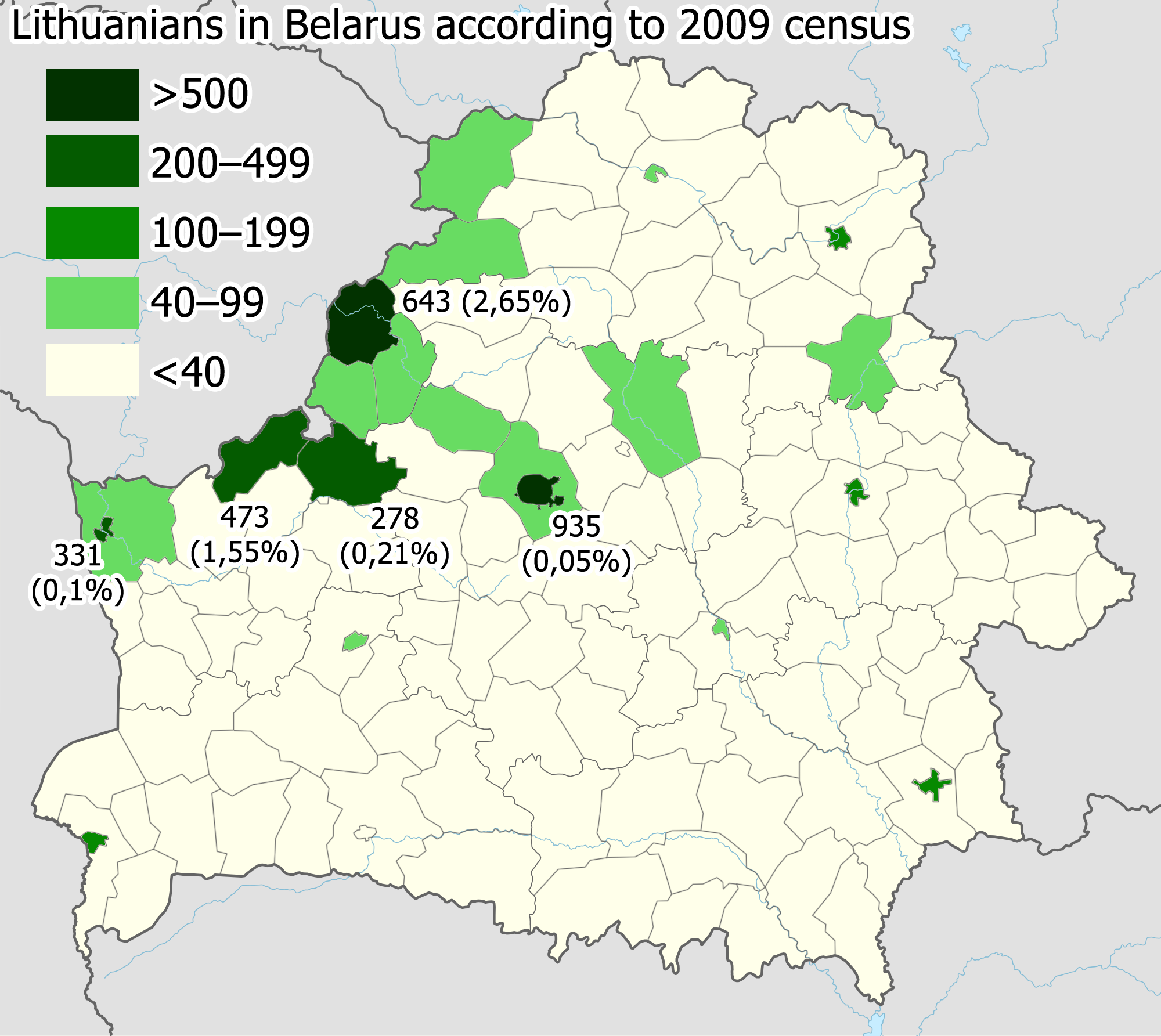
Litwini na Białorusi (spis 2009)

W ostatniej dekadzie istnienia ZSRR liczba Litwinów na Białorusi wzrastała (spis 1979 – 6993, spis 1989 – 7606, wzrost o 9%). Ale w okresie Białorusi niezależnej populacja Litwinów Białorusi kurczyła się: spis 1999 – 6387 osób (spadek o 16%), spis 2009 – 5087 osób (spadek o dalsze 20%). Łącznie w okresie postsocjalistycznym populacja Litwinów na Białorusi zmalała o 33%.
Litewskie odrodzenie narodowe mogło nastąpić dopiero po upadku ZSRR. Pierwsze organizacje białoruskich Litwinów powstały w 1994 roku. Zarejestrowano wtedy Wspólnotę Litwinów z Gierwiat, Wspólnotę Litwinów z Pielasy (Pielesy) oraz organizację o charakterze centralnym – Republikańską Wspólnotę Litwinów Białoruskich (lit. Respublikinė Baltarusijos lietuvių bendruomenė). W 1995 roku założono jeszcze Grodzieńską Wspólnotę Litwinów oraz Stowarzyszenie Litwinów Obwodu Grodzieńskiego, a w 1998 roku – Wspólnotę Litwinów Kraju Brasławskiego.
W 1994 roku w Rymdziunach została otwarta pierwsza po II wojnie światowej szkoła litewska na Białorusi, tam też w 1996 roku zaczęła działać litewska szkoła średnia. Ponadto w kraju działa kilka litewskich szkółek niedzielnych: w Mińsku, Grodnie, Palekach i Raduniu. W kilku miejscowościach w szkołach państwowych wykładany jest język litewski. W 1999 roku ukazał się pierwszy numer biuletynu białoruskich Litwinów Mūsų žodis (tłum. pol. Nasze słowo).
Drużyna białoruskich Litwinów brała udział w Sportowych Igrzyskach Litwinów Świata, zdobywając kilka medali. Organizowane są Zjazdy Litwinów Białoruskich. Społeczność czci rocznice egzekucji dokonanej przez NKWD na wielu Litwinach w Czerwieni, a także rocznice koronacji Mendoga.
Pierwszym prezesem Republikańskiej Wspólnoty Litwinów Białorusi wybrano dyrektor i reżysera Białoruskiego Państwowego Teatru Młodzieżowego V. Tarnauskaitė. Od 2005 roku na czele organizacji stoi doktor Vitalija Palubaitytė-Kolesnikova.